# Mission Hourst

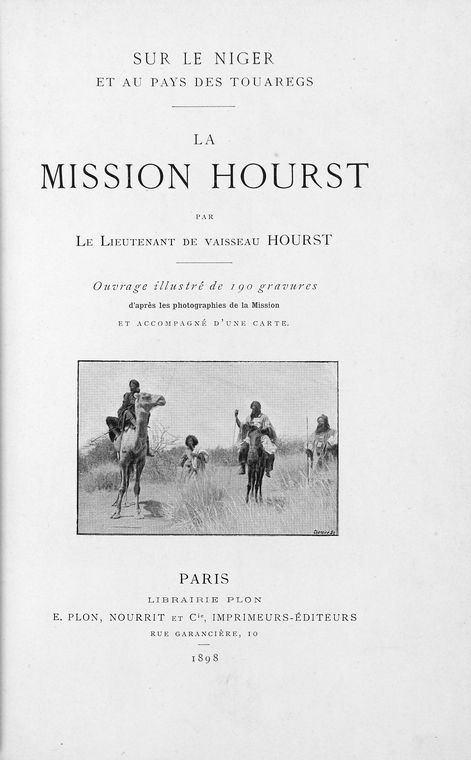
La Mission Hourst (1898)

La mission Hourst fut une mission hydrographique sur le fleuve Niger de 1895 à 1896 commandée par le lieutenant de vaisseau Émile Auguste Léon Hourst (1864-1940) et secondée par l'enseigne de vaisseau Baudry. Le lieutenant de vaisseau Hourst fit paraître en 1898 un ouvrage sur la mission aux éditions Plon.
La mission entra notamment en contact avec les Kountas et rapporta la carte hydrographique au 1/50000° du Niger de Tombouctou à Boussa, en cinquante feuilles.
Le ministère de la guerre avait prêté dix mousquetons Lebel modèle 1893 et dix revolvers derniers modèle, avec 10 000 cartouches : c'étaient 1 000 coups par homme, plus que suffisant.
Grâce à cette mission de nombreuses richesses du Niger ont été découvertes : caoutchouc, gutta, peaux, laines, cire, karité, coton, etc.
Le missionnaire Augustin Hacquard, membre des pères blancs, a rejoint la mission en 1896.